# Consecuencias imprevistas
Se denominan consecuencias imprevistas a aquellos resultados no esperados o no anticipados de la acción humana.
El estudio académico de tal situación fue introducido formalmente por el sociólogo norteamericano Robert K. Merton, para quien el término significa resultados que no son imaginados o previstos (limitados) por la intención original del actor social.
Esta situación es generalmente descrita como obedeciendo a una Ley de las consecuencias imprevistas, la cual estipularía que cualquier acción humana, especialmente las que envuelven o afectan a grupos humanos extensos, tendrá consecuencias no anticipadas o calculadas.
Usualmente se percibe que tales consecuencias serán - en especial en relación con sistemas socioeconómicos - no deseables. Desde este punto de vista se puede percibir la ley como una aplicación a sistemas humanos de la Ley de Murphy: dado un sistema social de suficiente complejidad, toda acción que pueda tener consecuencias negativas las tendrá.
Esta interpretación es comúnmente utilizada para oponerse a cualquier propuesta de modificación a una situación dada - especialmente aquellas propuestas que intentan introducir "mejoras" -. Si se implementa A, habrá posibles consecuencias imprevistas que pueden ser negativas, las que incluso podrían empeorar la situación que se busca remediar; "Incluso la regulación bien intencionada muchas veces produce consecuencias imprevistas que convierten pequeños problemas en grandes."
A pesar de que lo anterior es obviamente posible, es necesario notar que las consecuencias imprevistas no solo pueden ser negativas. Y que la concepción misma de que sería considerable como un resultado negativo o positivo, está abierto a percepciones tanto sociales como individuales más amplias (consultar por ejemplo [Consecuencialismo]).
En la sección que sigue algunos ejemplos han sido seleccionados para resaltar la manera, a veces controvertida, con que se puede seleccionar criterios para considerar resultados ya sea negativos o positivos.

## Clasificación de consecuencias imprevistas
En general es posible clasificar las consecuencias imprevistas en tres grandes grupos:

### Resultados imprevistos y positivos o serendipia
Entre ejemplos de tales resultados se encuentran la habilidad de la aspirina -que fue desarrollada y puesta en el mercado como un analgésico- como anticoagulante, de beneficio a enfermos del corazón o afectados por un infarto agudo de miocardio.
Quizás el ejemplo más conocido de "imprevistos positivos" es la propuesta de Adam Smith acerca de los resultados positivos de la acción económica libre de intervención estatal. De acuerdo a Smith, los hombres:
"... a pesar de su egoísmo y rapacidad natural, a pesar de que solo buscan su propia conveniencia ... comparten con los pobres el producto de sus mejoras. Son llevados por una mano invisible a hacer casi la misma distribución de las necesidades de la vida que se habría hecho si la tierra hubiese sido dividida en porciones iguales entre todos sus habitantes y así, sin intentarlo, sin saberlo, avanzan el interés de la sociedad” ((Teoría de los sentimientos morales, p 350: Part IV: Of the Effect of Utility upon the Sentiment of Approbation).
Otro ejemplo es el que se deriva de una investigación por John J. Donohue y Steven Levitt, que sugiere que en EE. UU. hay una relación entre el aborto legalizado y la reducción en niveles de criminalidad. El estudio -“The Impact of Legalized Abortion on Crime”- presenta evidencia que estados de ese país que legalizaron el aborto tempranamente vieron caídas tempranas en las tasas de criminalidad. Y que los estados en los cuales el aborto es una práctica común han visto caídas más profundas en esas tasas de criminalidad que estados en los cuales el aborto es raro.
En Chile, durante décadas la iglesia y algunos partidos se opusieron aprobar la ley de divorcio bajo el argumento que destruiría el matrimonio. Tras ser uno de los últimos países del hemisferio occidental en aprobarlo en 2005, ocurrió precisamente lo contrario. La ley fomentó el matrimonio de muchos que no podían separarse, y aumentó el deseo por adquirir el vínculo matrimonial el cual venía en decadencia.

### Resultados imprevistos y negativos
Por ejemplo, la extensión de sistemas de riego, con la intención de mejorar la calidad de vida de campesinos, puede también tener el resultado de hacer más común enfermedades que dependen del agua para su transmisión (por ejemplo: la esquistosomiasis).

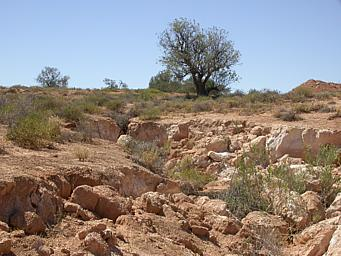
Erosión causada por conejos en un barranco del sur de Australia.

Entre otros ejemplos de este tipo de resultados se pueden citar: la Ley seca en los Estados Unidos, que tuvo entre otras consecuencias el auge de la influencia de grupos del crimen organizado. 
Por su parte la introducción de especies exóticas de flora y fauna a hábitats, ha producido numerosos casos de daño al medio ambiente, no sólo a la biodiversidad en general sino además con costos económicos mayores. Por ejemplo, la introducción de conejos en Australia a mediados del siglo XIX con el propósito de obtener un animal para practicar la caza en los campos australianos, pero en este país los conejos se reprodujeron muy rápidamente y de modo masivo, de tal manera que en el presente se lo considera una plaga dañina para la agricultura.
En China se lanzó la "Campaña contra las Cuatro Plagas" en 1958, promoviendo el exterminio masivo de moscas, mosquitos, roedores, y gorriones, acusados de transmitir enfermedades o comerse las cosechas de cereales. Ornitologistas chinos advirtieron que los gorriones, si bien comían granos y frutos, tenían como principal alimento a insectos dañinos en los campos de cultivo como gusanos y langostas. El exterminio de gorriones se realizó durante casi dos años, donde el gobierno instó a la población a matar la mayor cantidad posible de gorriones por cualquier medio, pero esto causó un notable incremento de la población de langostas al desaparecer su máximo predador natural. En abril de 1960 el gobierno chino debió cancelar la matanza del gorrión al advertirse que las cosechas de grano sufrían la invasión de las langostas, bastante más destructivas que los gorriones y mucho más difíciles de exterminar.
El apoyo por parte de la CIA a grupos armados anticomunistas en diversas regiones del mundo, lo cual permitió que en la década de 1980 Estados Unidos auxiliara con financiamiento y entrenamiento militar a grupos de muyahidines de Afganistán que años después serían la base de militantes de Al Qaeda, es otro caso claro que también puede citarse.
Se ha alegado que clasificar universidades tiene resultados negativos, debido a que "al concentrarse exclusivamente en la intensidad de la investigación, quedan al margen otras dimensiones, como la enseñanza y el aprendizaje, el compromiso de la comunidad educativa, la misión y la innovación, además del impacto socioeconómico sobre el establecimiento".

### Resultados perversos
Son aquellos resultados que son del todo contrarios a la intención original buscada por sus promotores. Por ejemplo, el Efecto Streisand, que resulta en la gran divulgación de alguna noticia cuando el generador de dicha noticia la trata de suprimir, siendo que el intento de supresión termina llamando la atención sobre el hecho que se desea ocultar. Un ejemplo fue la comercialización -entre 1898 y 1910- de heroína como substituto “no adictivo” y “tratamiento para la adición” de la morfina (la heroína es de dos a tres veces más adictiva que la morfina), lo que resultó en un aumento tanto del número total de adictos como de los niveles de adicción.
Otros ejemplos de resultados perversos: pagarle a los médicos solo por tratamientos "necesarios" (por parte de las empresas de seguro) como manera de reducir costos, ha llevado -en EE. UU.- a una disminución de medidas de medicina preventiva, lo que a su vez ha terminado incrementando los costos totales a las empresas. 
En América Latina y otros países de ingresos medios y bajos, la introducción de prácticas de privatización en esa área de la salud -que supuestamente llevarían a una "cobertura universal y acceso equitativo a atención de alta calidad"- han terminado con situación en la que - a pesar de un gran aumento en los costos y un incremento considerable en los gastos públicos y privados de salud - un gran porcentaje de la población aún carece de esa cobertura, y el acceso a la atención médica es cada vez más difícil y, adicionalmente, los indicadores claves de salud y programas de control de enfermedades han desmejorado.
Igualmente se ha aducido que los programas de privatización de servicios públicos, introducidos como llevando a eficiencia económica que llevarían a beneficios generales, no sólo no producen tales beneficios ni a los usuarios ni a la comunidad, -por ejemplo, en EE. UU. servicios públicos mantenidos por empresas privadas son más de un tercio más caros y menos eficientes que los servicios ofrecidos por municipalidades. En el caso de América Latina se encuentra que la introducción del sistema ha llevado a algunas "mejoras" (entendidas como la reducción de la fuerza de trabajo) pero también a un incremento en precios al consumidor. La misma baja expectativa de ventajas significativas al público entre el sistema privado y el municipal se ha encontrado en varios otros países, - sino que incrementan las tensiones sociales
La práctica de evaluar el resultado de escuelas a fin de proveer a padres y apoderados con información objetiva acerca de las mejores -con el fin declarado de que padres y apoderados puedan seleccionar las que deseen- ha llevado a un resultado donde las escuelas terminan generando una exclusión social en tanto los alumnos ya pueden elegir su escuela, sino que la escuela es quien "selecciona" a sus alumnos solamente para quedar con mejor posición en el ranking dejando de lado la calidad educativa.
La implementación de programas de reducción de uso de vehículos por horas e incluso días como el Hoy No Circula de la Ciudad de México o el Pico y placa de Bogotá provocan que los ciudadanos compren un segundo y hasta tercer vehículo para poder compensar por el día en que no pueden circular. El segundo o tercer vehículo generalmente es más viejo -y más contaminante- que el primero. El resultado final es un parque vehicular artificialmente aumentado y donde los automóviles recién ingresados suelen ser más contaminantes que los ya existentes.
La práctica de pagar bonos de producción a las altas capas de gerencia de instituciones financieras -especialmente bancos- ha llevado a lo que se ha llamado un sistema de incentivos perversos en tanto muchos bonos dependen de ganancias rápidas promoviendo así que los gerentes asuman riesgos financieros muy elevados que en situaciones normales nunca aceptarían, para así obtener bonificaciones y evitar ser despedidos por los accionistas. Lo mismo es atribuido en relación con pagos de comisiones sobre préstamos financieros a fin de aumentar el uso de -y, por ende, las ganancias sobre- capitales en depósito, lo que ha producido aumento en los índices de préstamos impagos, que en general han incluso amenazado la existencia de empresas financieras, donde los funcionarios buscan prestar la mayor cantidad posible de dinero para ganar comisiones, aunque luego tales préstamos no puedan recuperarse.
La introducción de "castigos punitivos" incluso para crímenes "menores" en EE. UU. en la -ley de los tres strikes o Three strikes law- con la intención de reducir la criminalidad, que ha tenido el resultado de aumentar los crímenes graves -tales como el asesinato a fin de no dejar testigos- pues los delincuentes, al no tener esperanza de obtener condenas leves, prefieren cometer delitos graves asumiendo que sufrirán las mismas consecuencias como si el delito es leve.